# Johnny Blue
«Johnny Blue» fue la canción alemana del Festival de la Canción de Eurovisión 1981, interpretada en alemán por Lena Valaitis.
Participó en el tercer lugar de la noche, tras Modern Folk Üçlüsü & Ayşegül Aldinç con "Dönme Dolap" de Turquía y precediendo a Jean-Claude Pascal con "C'est peut-être pas l'Amérique" por Luxemburgo. Al final de la votación había obtenido 132 puntos, ocupando el segundo lugar entre los veinte participantes.
Estaba escrita y compuesta por Ralph Siegel y Bernd Meinunger, el tema se convirtió en uno de los favoritos en Alemania, ocupando el noveno puesto en el Best of Eurovision poll.
Le sucedió como representante por Alemania en la edición de 1982 la canción "Ein bißchen Frieden" interpretada por Nicole.
- Datos: Q6316650